# Jatisuko
Jatisuko is een bestuurslaag in het regentschap Karanganyar van de provincie Midden-Java, Indonesië. Jatisuko telt 2298 inwoners (volkstelling 2010).